# Corralito (ort)
Corralito är en ort i Argentina.   Den ligger i provinsen Córdoba, i den centrala delen av landet, 600 km nordväst om huvudstaden Buenos Aires. Corralito ligger 473 meter över havet och antalet invånare är 1 873.
Terrängen runt Corralito är platt, och sluttar brant österut. Närmaste större samhälle är Río Tercero, 18,0 km söder om Corralito.
Trakten runt Corralito består till största delen av jordbruksmark. Runt Corralito är det ganska glesbefolkat, med 22 invånare per kvadratkilometer.